# Штомпелевский сельский совет (Хорольский район)
Штомпелевский сельский совет (укр. Штомпелівська сільська рада) — входит в состав
Хорольского района
Полтавской области
Украины.
Административный центр сельского совета находится в 
с. Штомпелевка.

## Населённые пункты совета
- с. Штомпелевка
- с. Бочки
- с. Ванжина Долина
- с. Варваровка
- с. Ковтуны
- с. Коломийцево Озеро
- с. Лисянщина
- с. Лобковая Балка
- с. Наталовка
- с. Ставки
- с. Шарковщина